# Army of the Potomac
Army of the Potomac var den største af Unionens hære under den amerikanske borgerkrig. Ligesom de andre større unionshære blev den opkaldt efter en flod, og da den havde sit udgangspunkt i Washington D.C., som gennemstrømmes af Potomac-floden, blev hæren naturligvis opkaldt efter denne flod.

## Historie
Army of the Potomac blev skabt i 1861, men var i starten kun på størrelse med et armékorps – når man sammenligner med Unionens hære senere i krigen. Kernen i hæren blev kaldt Army of Northeastern Virginia, under brigadegeneral Irvin McDowell, og det var den hær, som kæmpede og tabte krigens første store slag, det første slag ved Bull Run. Da generalmajor George B. McClellan ankom til Washington D.C. for at overtage ledelsen af Potomac Militærdistriktet skete der store ændringer. Potomac omfattede Army of Northeastern Virginia og Department of Washington under brigadegeneral Joseph K. Mansfield. Den 26. juli 1861 blev disse to enheder slået sammen med Department of the Shenandoah, under kommando af generalmajor Nathaniel P. Banks, og den således opståede store armé fik navnet Army of The Potomac. I starten havde hæren fire korps, men under Peninsula kampagnen blev de delt til seks. Efter Andet slag ved Bull Run, blev de enheder, der havde været under kommando af generalmajor John Pope også underlagt Army of the Potomac.
Mange tror, at John Pope ledte Army of the Potomac i sommeren 1862 efter McClellans fejlslagne Peninsulakampagne, men Popes hær bestod af andre enheder, og havde navnet Army of Virginia. I den periode, hvor Army of Virginia eksisterede, havde Army of the Potomac hovedkvarter på Virginia halvøen, og derefter udenfor Washington, D.C., stadig under kommando af McClellan, selv om tre korps fra Army of the Potomac blev sendt til det nordlige Virginia, og var under operativ kontrol af John Pope i Nordlige Virginia kampagnen.
Army of the Potomac blev omstruktureret mange gange i sin eksistens. Burnside delte den op i tre kæmpe-divisioner med to korps i hver og en reserve med to mere. Hooker afskaffede de store divisioner. Derefter refererede de enkelte korps, af hvilke der var syv, direkte til hærens hovedkvarter. Hooker skabte også et kavalerikorps ved at samle en række eksisterende enheder. I slutningen af 1863 blev to korps sendt vestpå og i 1864 blev de resterende fem korps omdannet til 3. Burnsides IX Corps, som ledsagede hæren i begyndelsen af Grants Overland kampagne, blev tilføjet senere. For yderligere detaljer henvises til afsnittet om korps nedenfor.
Army of the Potomac deltog i de fleste af kampagnerne i det østlige operationsområde, især i det østlige Virginia, Maryland og Pennsylvania. Den blev opløst den 28. juni 1865 efter krigens afslutning.
Army of the Potomac var også navnet på General P.G.T. Beauregards sydstatshær i begyndelsen af krigen – nemlig i det første slag ved Bull Run. Den tabende hær fra Nordstaterne overtog således den vindende sydstatshærs navn. Denne fik imidlertid et andet navn, nemlig Army of Northern Virginia, som blev berømt under general Robert E. Lee.

## Velkendte enheder
På grund af den korte afstand til de store byer i Nordstaterne, såsom Washington, D.C., Philadelphia, og New York, fik Army of the Potomac mere opmærksomhed fra pressen end de andre store unionshære. Enkelte enheder såsom Irish Brigade, Philadelphia Brigade, First New Jersey Brigade, Vermont Brigade og Iron Brigade blev alle velkendte i offentligheden både under og efter krigen. Kun Vermont Brigade fastholdt sin identitet efter krigens slutning.

### Korps
Den 13. marts 1862, etablerede præsident Abraham Lincoln korpsene som de største enheder i Army of the Potomac. Indtil da havde McClellan modsat sig formeringen af korps, som havde været et væsentligt kendetegn ved Napoleons hær, fordi han foretrak at se hvorledes hans divisionschefer klarede sig på Virginiahalvøen, inden de blev forfremmet til højere rang. Lincoln udvalgte korpscheferne efter rang, uden McClellans godkendelse. De oprindelige korps bestod af:
- I Korps Irvin McDowell,
- II Korps Edwin Vose Sumner,
- III Korps Samuel P. Heintzelman, og
- IV Korps Erasmus D. Keyes.

Under Peninsula-kampagnen skabte McClellan to korps mere, under ledelse af mænd, som han betragtede som mere loyale overfor sig selv.
- V Korps Fitz John Porter og
- VI Korps William B. Franklin.

I resten af krigen blev korps tilføjet og fjernet adskillige gange. IV Korps hovedkvarter og en division forblev på Virginiahalvøen. De som blev tilføjet til Army of the Potomac var:
- IX Korps,
- XI Korps, (Sigels I Korps i den tidligere Army of Virginia),
- XII Korps (Banks' II Korps i den tidligere Army of Virginia)

Disse korps blev tilføjet i 1862; og kavalerikorpset blev oprettet i 1863.
Otte af disse korps (syv infanteri og et kavaleri) gjorde tjeneste i hæren i 1863, men som følge af tab og overførsler blev hæren reorganiseret i marts 1864, så der kun var fire korps tilbage: II, V, VI, og kavaleri.
IX korps vendte tilbage til hæren i 1864 efter at have været tildelt det vestlige operationsområde i 1863, og kæmpede ved siden af Army of the Potomac i begyndelsen af 1864. To divisioner af kavalerikorpset blev overført til Shenandoah-dalen, og kun 2nd division forblev under Meades kommando.

## Chefer
- Brigadegeneral Irvin McDowell: Chef for the Army and Department of Northeastern Virginia (27. maj – 25. juli 1861)
- Generalmajor George B. McClellan: Chef for Military Division of the Potomac, og senere Army and Department of the Potomac (26. juli 1861 – 9. november 1862)
- Generalmajor Ambrose E. Burnside: Chef for Army of the Potomac (9. november 1862 – 26. januar 1863)
- Generalmajor Joseph Hooker: Chef for Army and Department of the Potomac (26. januar – 28. juni 1863)
- Generalmajor George G. Meade: Chef for Army of the Potomac (28. juni 1863 – 28. juni 1865; Generalmajor John G. Parke overtog kortvarig kommandoen de 4 gange, hvor Meade var fraværende i denne periode. Generalløjtnant Ulysses S. Grant, øverstkommanderende for alle Unionens hære, placerede sit hovedkvarter sammen med Army of the Potomac og gav Meade operative direktiver fra maj 1864 til april 1865, men Meade beholdt den formelle kommando over hæren.

## Store slag og kampagner
- Første slag ved Bull Run: McDowell
- Peninsula kampagnen, inklusiv Syv dages slaget: McClellan
- Nordlige Virginia kampagnen, inklusiv Andet slag ved Bull Run (tre korps deltog under kommando af Army of Virginia)
- Marylandkampagnen, inklusiv Slaget ved Antietam eller Sharpsburg: McClellan
- Slaget ved Fredericksburg: Burnside
- Slaget ved Chancellorsville: Hooker
- Slaget ved Gettysburg: Hooker, og derefter Meade fra 28. juni 1863
- Bristoe kampagnen: Meade
- Mine Run kampagnen: Meade
- Overland kampagnen: Meade
- Belejringen af Petersburg: Meade
- Slaget ved Appomattox Courthouse, inklusiv Lees overgivelse: Meade